# Tomasz Musiał

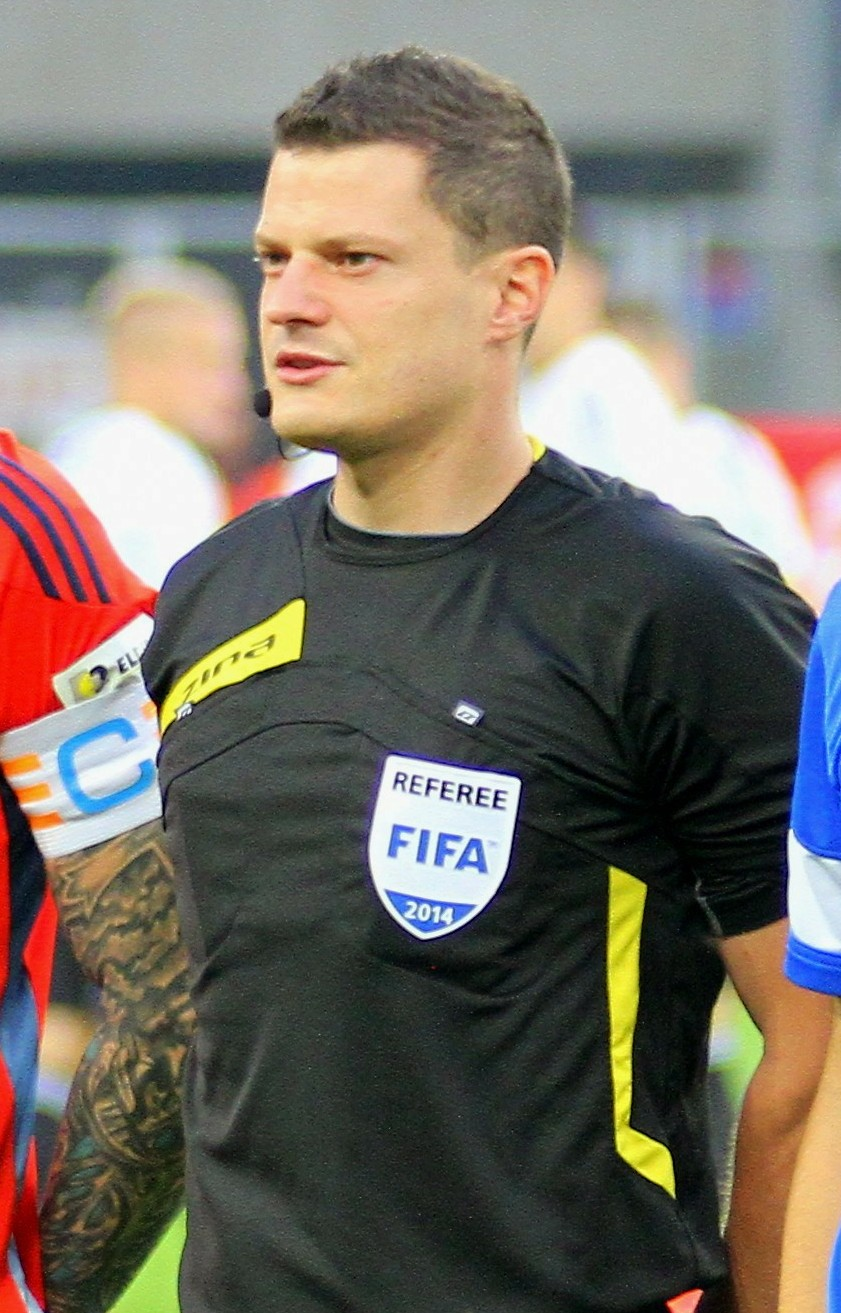
Tomasz Musiał (2014)

Tomasz Musiał (* 19. Februar 1981) ist ein polnischer Fußballschiedsrichter.
Musiał leitete seit Oktober 2010 bisher insgesamt über 260 Spiele in der polnischen Ekstraklasa (Stand Juni 2023).
Seit 2014 steht er auf der Liste der FIFA-Schiedsrichter und leitet internationale Fußballspiele. Musiał pfiff bisher Spiele in der Qualifikation zur Champions League, Europa League und UEFA Europa Conference League, in der Nations League, in der U17-, U19- und U21-EM-Qualifikation sowie Freundschaftsspiele.
Bei der U-21-Europameisterschaft 2015 in Tschechien sowie bei der Europameisterschaft 2016 in Frankreich war Musiał jeweils Torrichter im Team von Szymon Marciniak.
Am 2. Mai 2017 leitete Musiał das Finale des Polnischen Fußballpokals 2016/17 zwischen Lech Posen und Arka Gdynia (1:2 n. V.).
Im August 2024 sorgte er für einen Eklat, als er in der Nacht vor einem VAR-Einsatz in der Champions-League-Qualifikation gemeinsam mit dem ebenfalls eingeteilten Bartosz Frankowski beim Versuch ein Straßenschild in der Innenstadt von Lublin abzumontieren, von der Polizei verhaftet wurde. Dabei wurde in ihrem Blut eine Blutalkoholkonzentration von über 1,5 Promille festgestellt. Die UEFA ersetzte die beiden kurzfristig und suspendierte sie in der Folge.